# Monteleone di Spoleto
Monteleone di Spoleto is een gemeente in de Italiaanse provincie Perugia (regio Umbrië) en telt 651 inwoners (31-12-2004). De oppervlakte bedraagt 61,4 km², de bevolkingsdichtheid is 11 inwoners per km².
De volgende frazioni maken deel uit van de gemeente: Butino, Rescia, Ruscio, Trivio.

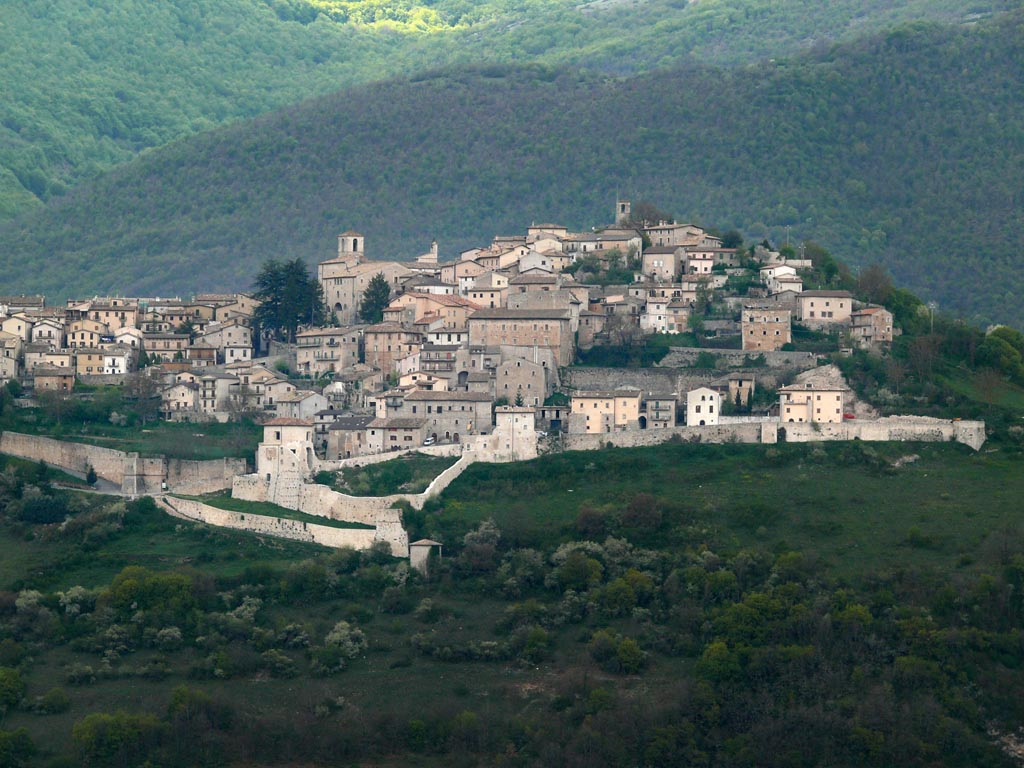
Monteleone
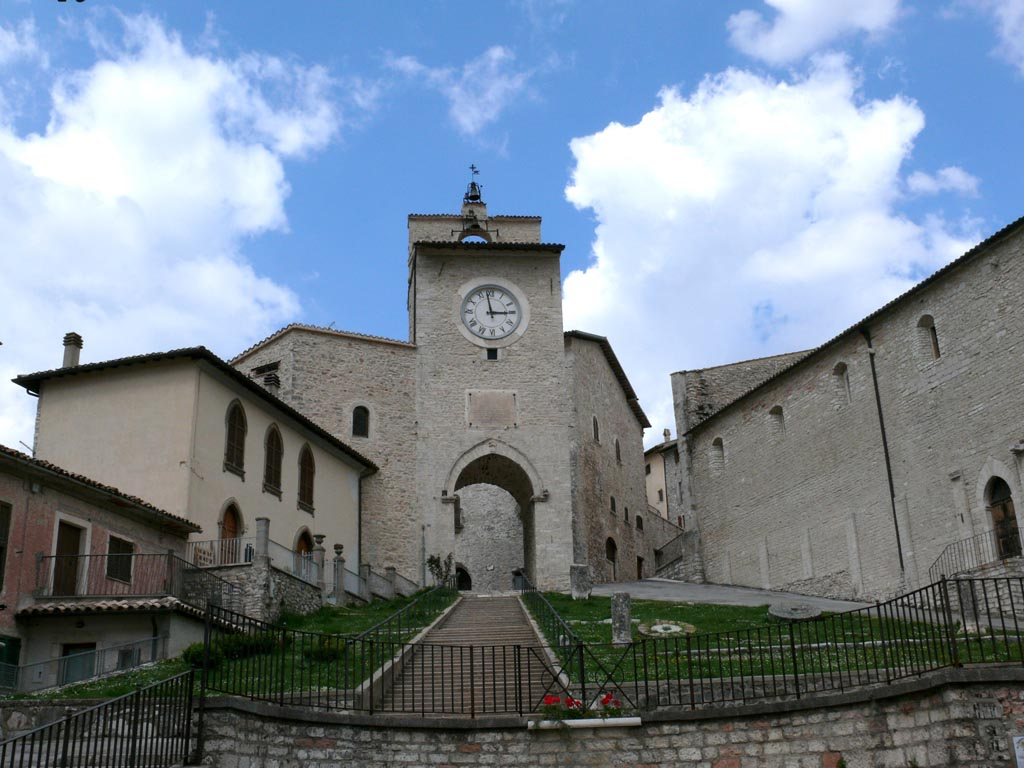
Centrum van Monteleone

## Demografie
Monteleone di Spoleto telt ongeveer 290 huishoudens. Het aantal inwoners steeg in de periode 1991-2001 met 2,7% volgens cijfers uit de tienjaarlijkse volkstellingen van ISTAT.
| Jaar | Inwoneraantal |
| ---- | ------------- |
| 1991 | 663           |
| 2001 | 681           |

## Geografie
De gemeente ligt op ongeveer 978 m boven zeeniveau.
Monteleone di Spoleto grenst aan de volgende gemeenten: Cascia, Ferentillo (TR), Leonessa (RI), Poggiodomo, Sant'Anatolia di Narco, Scheggino.

## Geboren
- Felice Tedeschi (1962), autocoureur

Assisi · Bastia Umbra · Bettona · Bevagna · Campello sul Clitunno · Cannara · Cascia · Castel Ritaldi · Castiglione del Lago · Cerreto di Spoleto · Citerna · Città della Pieve · Città di Castello · Collazzone · Corciano · Costacciaro · Deruta · Foligno · Fossato di Vico · Fratta Todina · Giano dell'Umbria · Gualdo Cattaneo · Gualdo Tadino · Gubbio · Lisciano Niccone · Magione · Marsciano · Massa Martana · Monte Castello di Vibio · Monte Santa Maria Tiberina · Montefalco · Monteleone di Spoleto · Montone · Nocera Umbra · Norcia · Paciano · Panicale · Passignano sul Trasimeno · Perugia · Piegaro · Pietralunga · Poggiodomo · Preci · San Giustino · Sant'Anatolia di Narco · Scheggia e Pascelupo · Scheggino · Sellano · Sigillo · Spello · Spoleto · Todi · Torgiano · Trevi · Tuoro sul Trasimeno · Umbertide · Valfabbrica · Vallo di Nera · Valtopina
1. ↑  https://demo.istat.it/?l=it.